# Corrado I di Raitenbuch
Corrado I di Raitenbuch, in lingua tedesca Konrad I. von  Raitenburg ma anche Kuno (Ratisbona, 1070 circa – Ratisbona, 19 maggio 1132), è stato un vescovo cattolico e abate tedesco.
Fu abate dell'Abbazia di Siegburg e il ventesimo vescovo di Ratisbona, dal 1126 al 1132. È venerato come beato.
Corrado I apparteneva alla dinastia nobiliare dei Raitenbucher. Era zio di uno dei suoi successori (1167) come vescovo di Ratisbona: Corrado II di Raitenbuch.

## Biografia
In gioventù lasciò la sua terra per entrare nell'abbazia di Brauweiler. Grazie alla sua erudizione ed alla sua disciplina come monaco, venne chiamato nel 1105 da Federico I di Schwarzenburg a ricoprire la carica di abate dell'Abbazia di Siegburg e tra i due si stabilì l'amicizia. Sotto Corrado I si ritrovarono nell'abbazia rinomati studiosi del tempo, fra i quali Ruperto di Deutz e Norberto di Prémontré ed i monaci dell'abbazia raddoppiarono, raggiungendo il numero di 120. Come egli sia giunto a ricoprire la carica di vescovo della sua città natale non è noto. Corrado non esercitò comunque alcuna influenza sulla politica dell'imperatore Lotario III.
Anche durante il suo vescovado a Ratisbona egli raccolse intorno a sé importanti studiosi, fra i quali, ad esempio, Onorio Augustodunense. Egli promosse la creazione di abbazie e condusse anche riforme, particolarmente nel monastero di Mondsee e nell'abbazia di Weltenburg e favorì il rinnovamento del monastero benedettino di Münchsmünster.
Le sue riflessioni ebbero influenza anche sulle Cronache imperiali